# Bryan Habana
Pour les articles homonymes, voir Habana.

a Compétitions nationales et continentales officielles uniquement.

b Matchs officiels uniquement.
Bryan Habana, né le 12 juin 1983 à Benoni (Afrique du Sud), est un joueur international sud-africain de rugby à XV évoluant au poste d'ailier.
Champion du monde avec les Springboks lors de la Coupe du monde 2007, compétition dont il termine meilleur marqueur d'essais avec huit réalisations, égalant ainsi le record du Néo-Zélandais Jonah Lomu réalisé en 1999, il termine troisième lors de l'édition 2015 en Angleterre où il égale le record de Lomu de quinze essais en Coupe du monde, record qu'il établit en trois éditions contre deux pour Lomu. Il remporte également avec son équipe nationale le Tri-nations 2009, compétition opposant annuellement les trois nations majeures de l'hémisphère sud, l'Australie, la Nouvelle-Zélande et l'Afrique du Sud. 
En 2007, il obtient également le titre de meilleur joueur du monde IRB. En club ou franchise, il remporte deux Super 14 en 2007 et 2009 avec les Bulls, compétitions disputées par les franchises des trois nations majeures de l'hémisphère sud. Il remporte deux Currie Cup, en 2006 et 2009 avec les Blue Bulls. Il rejoint ensuite l'Europe pour évoluer avec le club français du Rugby club toulonnais. Il devient champion d'Europe en 2014 et champion de France lors de la même saison. Il remporte, l'année suivante, un second titre de champion d'Europe. Il met un terme à sa carrière à l'issue de la saison 2017-2018 où il ne joue pas le moindre match en raison d'une blessure contractée à la fin de la saison précédente.
Introduit au Temple de la renommée World Rugby en 2023, il est considéré comme l'un des meilleurs ailiers au monde, en raison de sa pointe de vitesse et sa puissance.

## Biographie
Prénommé Bryan Gary en référence à Bryan Robson et Gary Bailey, deux joueurs de Manchester United dont ses parents sont fans, ce natif de Benoni dans la province du Gauteng a pour ambition de devenir footballeur professionnel. C'est à l'occasion de la coupe du monde 1995, où il assiste avec son père pour la première fois à un match de rugby, lors du match d'ouverture opposant les Springboks aux Wallabies, puis à la finale où les Springboks remportent le titre mondial face aux All Blacks, qu'il décide de s'orienter vers le rugby à XV.

### Des débuts prometteurs et premières sélections (2003-2004)
Il commence sa carrière de joueur de rugby à la King Edward VIII School à Johannesbourg, école où il côtoie pendant deux ans un futur international gallois, Rhys Thomas. Il fait ses débuts au niveau senior en évoluant en 2003 en rugby à sept. Il participe aux IRB World Sevens Series en 2003-2004. En 2004, il participe aux championnats du monde des 21 ans et moins, compétition dont il termine meilleur marqueur d'essai. Après des débuts au poste de demi de mêlée, l'entraîneur des Golden Lions le déplace au poste de centre, mais c'est au poste d'ailier que ce jeune métis s'impose. Il brille tellement qu'à moins de 21 ans, il débute chez les Springboks contre l'équipe d'Angleterre en novembre de la même année. Rentré en cours de match, il inscrit un essai pour son premier match. Il inscrit ensuite deux essais lors du test suivant face à l'Écosse. En fin de cette année, il est récompensé du Most-Promising Player of the Year Award, trophée récompensant le joueur sud-africain le plus prometteur.

### Débuts en Super 12 avec les Bulls, la confirmation et les premiers titres (2005-2007)
En 2005, il fait ses débuts en Super 12 avec les Bulls, compétition où la franchise est éliminée en demi-finale par la franchise australienne des Waratahs. Il figure dans le groupe sud-africain qui prépare le Tri-nations 2005, avec des rencontres face à l'Uruguay, deux tests face à la France, et deux tests face à l'Australie. Il inscrit sept essais, deux face à l'Uruguay, deux lors de chacun des tests face aux Bleus et un lors du deuxième test face aux Wallabies. Lors du Tri-nations, les Springboks affrontent de nouveau les Wallabies, deux victoires avec deux essais lors du test de Perth, et les Néo-Zélandais, chacune des équipes remportant le test disputé à domicile, Habana inscrivant un essai lors de la défaite à Dundedin. Ce sont les All Blacks qui remportent cette édition grâce aux points de bonus. Habana dispute ensuite la Cuppy Cup avec les Blue Bulls, compétition où il atteint la finale face aux Free State Cheetahs. Cette finale, opposant deux équipes dont les joueurs forment les Bulls, tourne à l'avantage des Cheetahs sur le score de 29 à 25. Il retrouve ensuite les Springboks, disputant les tests face aux Argentins, les Gallois, deux essais, et aux Français, ces derniers s'imposant sur le score de 26 à 20. Après ce dernier match, il compte douze essais inscrit en douze rencontres en 2005, ce qui porte son total à quinze essais, en quinze rencontres, depuis ses débuts sous le maillot springbok.
Avec son compatriote Victor Matfield, et les Néo-Zélandais Richie McCaw, Tana Umaga et Dan Carter, il figure parmi les cinq candidats au titre de meilleur de l'année, titre finalement décerné à Carter. Il est également désigné SARU Player Of The Year, meilleur joueur sud-africain de l'année.
L'année suivante, les Bulls atteignent de nouveau les demi-finales de la compétition des provinces de l'hémisphère sud, désormais appelé Super 14 avec l'apparition de deux nouvelles franchises. Les Bulls s'inclinent 35 à 15 face aux Crusaders, Habana inscrivant le premier des deux essais de son équipe. Après son bilan de la saison précédente, les défenses s'adaptent. Avec les Springboks, il dispute six rencontres, contre l'Écosse, la France, et quatre rencontres du Tri-nations 2006, deux face aux Wallabies et deux face aux All Blacks, sans inscrire le moindre essai. Il inscrit un essai lors de la troisième rencontre face à ces derniers, première victoire des Springboks lors de cette compétition. En Currie Cup, la finale oppose comme la saison précédente les Chetahs aux Blue Bulls, la rencontre se terminant sur le score de 28 à 28. Initialement dispensé de la tournée en Europe en novembre par Jake White, Habana rejoint les Springboks pour remplacer Jaque Fourie et dispute trois nouveaux tests, face à l'Irlande où il est pour la première fois utilisé au poste de centre et où il inscrit un essai, puis deux rencontres face aux Anglais, une défaite puis une victoire.
Bryan Habana participe à la bonne saison des Bulls en Super 14, compétition qu'ils remportent après avoir commencé lentement pour finir en trombe. Ils affrontent en finale d'autres Sud-Africains, les Sharks. Bryan Habana inscrit un essai à la 82e minute, essai transformé par Derick Hougaard pour donner la victoire aux Bulls sur le score de 20 à 19. Il finit le tournoi deuxième meilleur réalisateur des Bulls avec huit essais. Il entame sa saison internationale avec les Springboks par quatre essais contre les Anglais, deux lors de chacun des deux tests victorieux de Bloemfontain puis Pretoria. Comme de très nombreux internationaux sud-africains, il est déclaré blessé pour les deux premiers tests du Tri-nations 2007, compétition dont il ne dispute finalement aucune rencontre. Avant la Coupe du monde, disputée en France, il inscrit un nouvel essai contre l'Écosse.

### Victoire en Coupe du Monde et meilleur marqueur d'essais (2007)

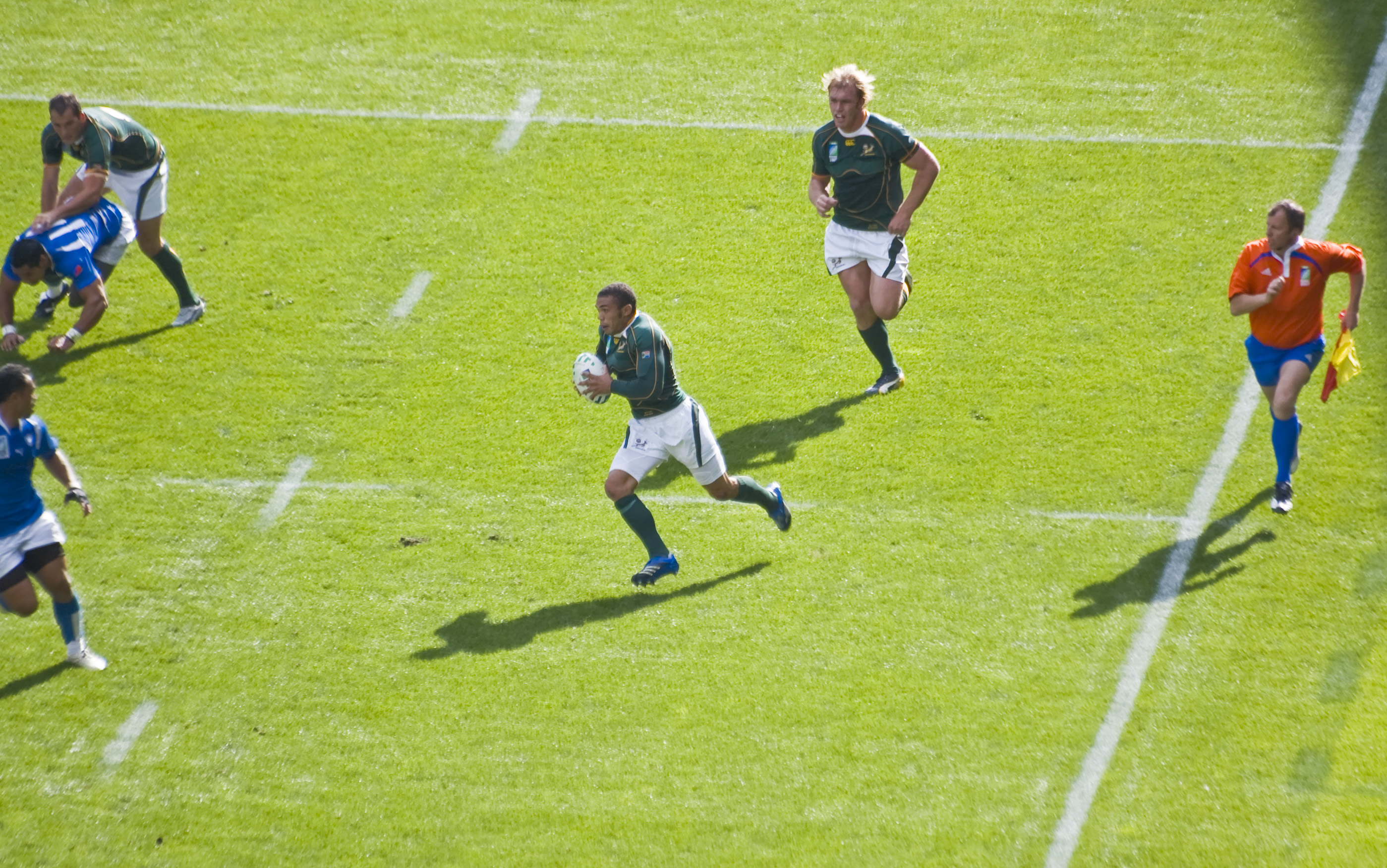
Habana face aux Samoa lors de la Coupe du monde 2007

Il entame son mondial par quatre essais contre les Samoa. Une victoire 36 à 0 face aux Anglais permet à son équipe de terminer à la première place de son groupe, Habana inscrivant deux autres essais face aux États-Unis. Après une victoire face aux Fidji, les Springboks éliminent les Argentins en demi-finale en inscrivant quatre essais, dont deux de Habana. Ses huit essais lui permettent d'égaler le record d'essais inscrits en une seule Coupe du monde, record détenu par Jonah Lomu depuis l'édition de 1999. Les Springboks remportent le deuxième titre mondial de leur histoire. Ils s'imposent face à l'Angleterre au Stade de France sur le score de 15-6. Au lendemain de cette victoire des Springboks, il est sacré meilleur joueur mondial de l'année 2007 par l'International Rugby Board (IRB). Il reçoit également son deuxième titre de joueur sud-africain de l'année.

### Deuxième victoire dans le Super 14 et en Currie Cup, première victoire au Tri Nations (2008-2009)
Blessé à une épaule, il manque le début de la saison de Super 14 avec les Bulls. Ces derniers terminent à la dixième place. Après trois premières rencontres internationales ponctuées de trois victoires face aux Gallois et aux Italiens, sans essai de la part d'Habana, il participe aux trois premières rencontres du Tri-nations 2008, une défaite à Wellington, avec un essai, suivie d'une victoire à Dunedin face aux All Blacks, et une défaite à Perth face aux Wallabies. Absent pour une blessure à l'épaule lors d'un test face aux Argentins, il dispute le quatrième match de son équipe face  aux All Blacks lors d'une nouvelle défaite 19 à 0. Il ne dispute pas deux dernières rencontres de la compétition face aux Wallabies afin de soigner une blessure aux ischio-jambiers.
Après avoir inscrit un essai lors de la demi-finale de la Currie Cup face aux Cheetahs, il dispute la finale de la compétition face aux Sharks. Ces derniers s'imposent sur le score de 14 à 9. Il dispute ensuite trois tests face avec les Springboks, au Millennium Stadium face au pays de Galles, à Murrayfield face à l'Écosse et à Twickenham face aux Anglais, l'Afrique s'imposant lors des trois rencontres, Habana inscrivant pour sa part un essai lors du dernier test.
En 2009, il dispute sa deuxième finale de Super 14. Lors de cette rencontre face à la franchise néo-zélandaise des Chiefs, il inscrit deux des huit essais de son équipe qui s'impose sur le score de 61 à 17. Avec ses deux réussites, il inscrit un total de huit essais sur la compétition, terminant deuxième de cette statistique derrière le Néo-Zélandais Ma'a Nonu. Le premier événement majeur de la saison internationale des Springboks se présente avec la tournée 2009 des Lions. Après une première rencontre remportée par les Springboks sur le score de 26 à 21, ces derniers s'assurent la victoire dans la série de tests en remportant la deuxième rencontre sur le score de 28 à 25, Habana inscrivant le deuxième des trois essais de son équipe,. Habana n'est pas retenu pour le troisième test par Peter de Villiers, test remporté par les Lions sur le score de 28 à 9. Habana enchaine ensuite en disputant les six rencontres du tri-nations 2009, les Springboks s'imposant lors des trois premières rencontres disputées en Afrique du Sud, deux face aux Blacks, le deuxième à Durban étant le cinquantième de Habana sous le maillot de l'Afrique su Sud, et une face aux Wallabies, puis la rencontre suivante face à ce même adversaire mais à Perth, avec deux essais de Habana. Après une défaite à Brisbane face à l'Australie, les Springboks remportent la compétition avec une nouvelle victoire face aux all Blacks. Incertain avant la finale de la Currie Cup face aux Cheethas après une blessure en demi-finale, il inscrit deux essais lors de la finale pour donner la victoire aux Blue Bulls sur le score de 36 à 24. Cette rencontre est la dernière qu'il dispute sous le maillot des Blue Bulls.

### Stormers (2009-2013)
Malgré les sollicitations du club français du Rugby club toulonnais, il rejoint les Stormers, en Super 14, et la Western Province pour la Currie Cup. Lors de la tournée en Europe, il  inscrit un nouvel essai lors du test victorieux face à l'Italie 32 à 10, l'Afrique du Sud s'inclinant lors des deux autres tests, face à la France et l'Irlande. Il termine cette tournée dans l'hémisphère en affrontant les All Blacks avec les Barbarians, rencontre où il inscrit trois des cinq essais de son équipe qui s'impose sur le score de 25 à  18.
Pour sa première saison de Super 14 avec sa nouvelle franchise, il parvient une nouvelle fois en finale, les Stormers terminant deuxième de la phase régulière puis s'imposant en demi-finale face aux Australiens des Waratahs. Opposé à son ancienne équipe des Bulls, il inscrit un essai mais s'incline sur le score de 25 à 17.
Il commence sa saison internationale avec les Springboks face aux Français lors d'une victoire 42 à 17 au Cap. La semaine suivante, il inscrit un 37e essai pour sa sélection, lors d'une victoire face à l'Italie, puis égale le record sud-africain de 38 essais en tests-matchs, record alors détenu par Joost van der Westhuizen, lors du deuxième test face aux Italiens, remporté 55 à 17. Avec les Springboks, il concède quatre défaites consécutives dans le Tri-nations 2010, deux en Nouvelle-Zélande, une en Australie, le troisième match face aux All Blacks à Johannesburg. Les Sud-Africains remportent enfin une rencontre, face aux Wallabies à Pretoria avant de concéder une cinquième défaite, toujours face aux Wallabies, à Bloemfontein.
Il dispute une nouvelle finale durant cette saison. La Western Province élimine l'équipe des Free State Cheetahs sur le score de 31 à 7, un essai de Habana avant d'affronter l'équipe des Natal Sharks. Celle-ci s'impose sur le score de 31 à 10. Lors de la tournée dans l'hémisphère nord, il dispute les tests face aux Irlandais et aux Gallois, remportant deux victoires.
Premier de la poule sud-africaine lors de la première édition du Super 15, les Stormers se qualifient ainsi pour les demi-finales de la compétition. opposés à domicile face aux Crusaders, ils s'inclinent face à la province néo-zélandaise sur le score de 29 à 10, Habana inscrivant le seul essai de son équipe.
Il est l'un des vingt-et-un joueurs officiellement blessés pour les deux premiers tests du Tri-nations 2011, en Nouvelle-Zélande et en Australie. Il dispute les deux rencontres suivantes, une défaite à Durban face aux Wallabies, puis une victoire face aux All Blacks.
Présent lors du premier match des Springboks en Coupe du monde 2011 en Nouvelle-Zélande , il est absent lors de la rencontre face aux Fidji en raison d'une blessure au genou. il est ensuite de nouveau aligné face à la Namibie. Après onze tests joués sans parvenir à inscrire un essai, il bat le record de Joost van der Westhuizen le 22 septembre 2011 à la suite de la victoire de l'Afrique du Sud sur le score de 87 à 0, où il inscrit un essai et passe donc à 39 réalisations,. Il inscrit un deuxième essai dans cette compétition lors de la rencontre face aux Samoas, rencontre où il doit quitter le terrain en raison d'une blessure. Les Springboks sont éliminés en quart de finale par l'Australie sur le score de 11 à 9. Après seule l'Australie fait une tournée dans l'hémisphère nord. Elle l'emporte 60 à 11 face aux Barbarians où Habana est titulaire à l'aile avant de laisser sa place en seconde période.
Les Stormers, premier de la division sud-africaine du Super 15, échouent de nouveau dans leur tentative pour se qualifier pour la finale malgré l'avantage du terrain. Opposés aux Sharks, ils s'inclinent sur le score de 26 à 19. Avec les Springboks, Habana est confronté en juin à trois reprises aux Anglais. Les Sud-Africains s'imposent lors des deux premiers tests, 22 à 17 à Durban, puis 36 à 27 à Johannesbourg, les deux équipes faisant match nul à Port Elizabeth.
Il inscrit un essai lors de la première rencontre apparition des Argentins au Rugby Championship 2012. La semaine suivante, les Argentins obtiennent un match nul historique face à Habana et ses coéquipiers. Malgré un essai de Habana, les Springboks s'inclinent à Perth face à l'Australie lors de la troisième journée. Ils concèdent une deuxième défaite consécutive, à Dunedin face aux All Blacks, Habana inscrivant un nouvel essai. Lors du match face aux Wallabies à Pretoria, il inscrit trois essais lors de la victoire 31 à 8. Pour la quatrième fois consécutive, Habana inscrit au moins un essai, lors de la dernière rencontre face aux All Blacks qui s'imposent 32 à 16.
Il participe à la victoire de la Western Province en Currie Cup, sur le terrain de son adversaire des Natal Sharks à Durban, sur le score de 25 à 18. Cette victoire met un terme à onze années d'échec de la Western Province dans cette compétition,. Une blessure au genou le prive des trois tests de novembre face aux Irlandais, Écossais et Anglais. Avec son troisième titre de meilleur joueur sud-africain de l'année, il devient le deuxième joueur le plus récompensé par ce titre, derrière Naas Botha récompensé à quatre reprises,. Son essai face aux All Blacks est également désigné plus bel essai de l'année par un jury de joueurs, Jaque Fourie, Mils Muliaina, Shane Williams et Daisuke Ohata, et un vote par internet.

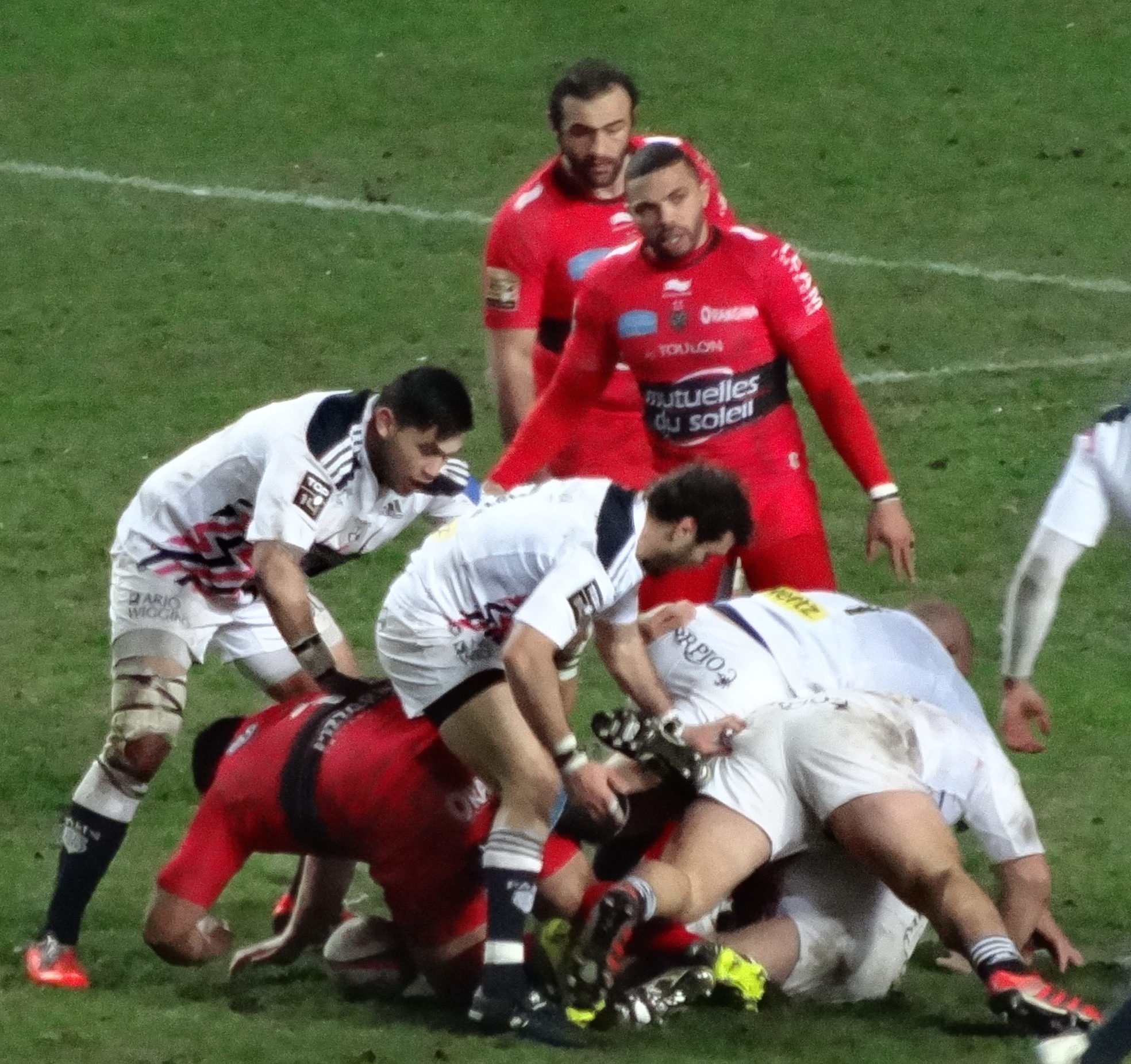
Habana debout avec Toulon, face au Stade français.

Le 11 janvier 2013, il confirme son arrivée au Rugby club toulonnais à partir de la saison 2013-2014 pour une durée de 3 ans. Sa saison en SuperRugby est perturbée par une blessure aux ligaments du genou en mars face à la franchise néo-zélandaise des Waikato Chiefs. Après son retour à la compétition fin avril, face aux Hurricanes, il dispute ce qui constitue alors son dernier match de Super Rugby face aux Bulls. Déjà éliminé de la phase finale, il inscrit l'un des trois essais de son équipe qui s'impose 30 à 13 face aux Bulls. En juin, lors d'une rencontre face aux Samoas, il devient le sixième joueur à inscrire au moins cinquante essais en test match, après les Japonais Daisuke Ohata et Hirotoki Onozawa, l'Australien David Campese, le Gallois Shane Williams et l'Anglais Rory Underwood.
Il profite de la pause internationale après la deuxième journée du The Rugby Championship pour faire ses débuts en Top 14 à Grenoble, jouant les dix dernières minutes lors d'une défaite 28 à 26. Lors de la dernière rencontre du The Rugby Championship face aux All Blacks, il inscrit deux essais, dépassant ainsi l'ancien record de seize essais du néo-zélandais Christian Cullen dans le Tri-nations ou Rugby championship. Blessé lors de cette rencontre

### RC Toulon (2013-2018)
Il fait ses débuts au stade de Mayol lors de la rencontre face à Bordeaux Bègles. Il se blesse de nouveau, claquage à la cuisse, lors de la troisième journée de Coupe d'Europe face à Exeter. Il fait son retour face à Bordeaux, inscrivant son premier essai en Top 14 lors d'une victoire 22 à 20. Il participe à la victoire face au Munster en demi-finale de la Coupe d'Europe, puis à la finale de celle-ci face aux Saracens, Toulon remportant son deuxième titre européen consécutif. Avec ce titre, il devient le quatrième joueur à remporter la Coupe du monde, la Coupe d'Europe et le Super Rugby, après le Néo-Zélandais Brad Thorn, et ses deux compatriotes et coéquipiers à Toulon, Bakkies Botha et Danie Rossouw. Une semaine plus tard, il est à nouveau titulaire lors de la finale du championnat, face au Castres olympique. Toulon prend sa revanche sur l'édition précédente et réalise le doublé.
Sélectionné pour participer à l'épreuve de Rugby à VII des Jeux du Commonwealth 2014 à Glasgow, il n'est finalement autorisé par son club de Toulon qu'après la limite de dépôt des éqiuipes, ce qui le limite à un poste de remplaçant en cas de blessure d'un des joueurs du groupe. 
Il commence sa saison internationale avec une rencontre face au XV mondial, rencontre remportée par les Springboks sur le score de 47 à 13. Il enchaine avec deux victoires face aux Gallois, inscrivant deux essais lors de la première rencontre. Il enchaine ensuite avec le The Rugby Championship 2014, disputant les deux rencontres face aux Argentins et marquant un essai lors de la victoire 33 à 31 en Argentine. Lors de la journée suivante, face aux Wallabies, il devient le quatrième joueur sud-africain, après Percy Montgomery, John Smit et Victor Matfield à obtenir le nombre de cents sélections sous le maillot Springboks. Toutefois, son expulsion temporaire pour carton jaune à 15 minutes de la fin, les Springboks menant alors 23 à 14, s'avère décisive : les Australiens inscrivent ensuite dix points pour s'imposer finalement 24 à 23,. Après the Rugby Championship, où les Springboks terminent à la deuxième place après avoir infligé à la Nouvelle-Zélande la première défaite dans cette compétition, Habana retrouve son club de Toulon à l'occasion de la huitième journée du Top 14 2014-2015 face au Stade toulousain, il inscrit un essai sur une contre-attaque de 90 mètres. Lors de la tournée de novembre, il participe à trois tests, face à l'Irlande, défaite, l'Angleterre et l'Italie, deux victoires. Il inscrit un 57e essai sous le maillot des Springboks lors de cette dernière rencontre. Lors de la quatrième journée de la Coupe d'Europe, Habana inscrit un essai sur une interception qui permet de revenir à 13 partout à la mi-temps, Toulon s'inclinant toutefois face à Leicester sur le score de 25 à 21. Cette défaite est la seule défaite européenne du club toulonnais qui devient le premier à remporter trois éditions de la Coupe d'Europe de manière consécutive. Habana participe à huit des neuf rencontres disputées, sa seule absence prenant date lors du quart de finale face aux London Waps. Il inscrit un total de cinq essais. En demi-finale, face aux Irlandais du Leinster, il inscrit l'essai en prolongation qui permet au club varois de s'imposer 25 à 20 pour atteindre la finale face aux Clermontois. Habana est de nouveau titulaire lors de la finale gagnée 24 à 18. 
En Top 14, il dispute un total de onze rencontres, pour cinq essais marqués. Il est ainsi titularisé lors de la phase finale et joue la demi-finale perdue face au Stade français, qui s'impose 33 à 16.
Il dispute en juillet et août les trois matchs du Rugby Championship, trois défaites, dont celle face à l'Argentine à Durban, première défaite des Springboks lors des confrontations entre les deux équipes, rencontre où il inscrit un essai. Il fait de même une semaine lors d'un test face à ce même adversaire. Retenu parmi les 31 joueurs amenés à disputer la coupe du monde, il est titulaire lors du premier match de son équipe dans cette compétition. Son équipe concède une nouvelle défaite historique, la première lors des confrontations avec le Japon. Il inscrit ensuite un essai lors de chacun de deux matchs suivant, deux victoires face au Samoa puis à l'Écosse. Lors du dernier match de poule, face aux États-Unis, il inscrit trois essais, égalant ainsi le record de quinze essais inscrit en coupe du monde détenu par Jonah Lomu. Il ne parvient pas à dépasser celui-ci lors des trois matchs suivant, victoire face au pays de Galles en quart de finale, défaite face aux All Blacks en demi-finale, où il concède un carton jaune, expulsion temporaire de dix minutes, puis victoire lors de la petite finale face aux Argentins.
Il dispute son premier match de la saison 2015-2016 en coupe d'Europe, face aux Anglais des Wasps en novembre. Dans cette compétition, il dispute un total de six rencontres, dont le quart de finale victorieux face à Bath où il inscrit un essai. Il n'est toutefois pas retenu pour la demi-finale face au Racing 92 où son club est éliminé. En février, il est autorisé par son club à disputer deux tournois des World Rugby Sevens Series avec l'Équipe d'Afrique du Sud de rugby à sept, aux États-Unis et au Canada, inscrivant un total de deux essais. Il continue sa saison avec Toulon, disputant un total de douze rencontres de Top 14, dont neuf titularisations. Il participe aux deux matchs des phases finales disputés par son équipe, victoire 27 à 18 face à Montpellier, et défaite  29 à 21 face au Racing en finale. En juillet, l’entraîneur de la sélection sud-africaine de rugby à sept ne le retient pas dans le groupe de joueurs retenus pour participer à l'épreuve des Jeux olympiques de Rio.
Lors de la saison 2016-2017, il participe aux sept matchs disputés par son club en coupe d'Europe, inscrivant deux essais, lors d'une défaite à domicile face aux Saracens et lors de la victoire, toujours à domicile, face à Sale. Les Toulonnais s'inclinent en quarts de finale face à Clermont. En Top 14, il dispute douze rencontres, dont onze en tant que titulaire, inscrivant 30 points. Il dispute son dernier match de la saison le 15 avril 2017 lors d'une victoire 23 à 14 contre. Opéré du genou pendant le mois de juillet, il s'entraîne avec le groupe de joueurs, mais ne parvient pas à jouer le moindre match malgré sa volonté de rejouer avec son compatriote JP Pietersen arrivé au club à l'intersaison. Bryan Habana annonce le 24 avril 2018 qu'il met un terme à sa carrière en fin de saison 2017-2018.

## Style de jeu
Considéré comme l'un des joueurs de rugby le plus rapide de la planète, il est généralement crédité d'un temps de moins de 11 secondes sur 100 mètres, il est également considéré comme l'un des joueurs les plus rapides de l'histoire du rugby, ses principaux opposants étant Eric Liddell, champion olympique du 400 mètres et médaillé de bronze aux Jeux olympiques de 1924, David Trick (en) joueur anglais de Bath, crédité d'un temps de 10,4 secondes, le Gallois Ken Jones, également médaillé d'argent avec le relais britannique aux Jeux olympiques de 1948. 
Il est ainsi sollicité pour prouver sa vitesse dans des manifestations hors du monde du rugby. En 2007, il est sollicité par la fondation De Wildt Cheetah and Wildlife Trust, qui lutte pour la conservation du guépard en Afrique du Sud, pour faire une course face à cet animal : malgré un avantage initial de 30 mètres, il est largement distancé par l'animal le plus rapide de la planète. En 2013, il est également opposé à un Airbus A380.
C'est également un excellent intercepteur, ce qui fait de lui, avec sa vitesse, une arme fatale. Il travaille cette faculté d'interception, notamment avec Sherylle Calder, une ancienne internationale sud-africaine de hockey sur gazon.
Il est également considéré comme un excellent défenseur, alternant parfaitement ses tentatives d'interceptions avec sa défense en homme à homme où il est un bon plaqueur. Sur les placages, il est très rapide pour se relever et ainsi se replacer sur ses appuis pour tenter de récupérer le ballon.

## Palmarès

### En club
Bryan Habana remporte à deux reprises le Super 14 en 2007 et 2009 avec les Bulls. Il est également finaliste de l'édition 2010.
Dans la compétition historique sud-africaine, la Currie Cup, il remporte l'édition 2006 (ex æquo avec le Free State Cheetahs) et 2009 avec les Blue Bulls. Il dispute également deux finales, en 2002 avec les Golden Lions et en 2008 avec les Blue Bulls.
Après avoir rejoint l'Europe pour évoluer avec le RC Toulon, il remporte deux éditions de la Coupe d'Europe en 2014 et 2015. En Championnat de France, remporte le titre en  2014 et dispute la finale de l'édition 2016.

### En équipe nationale

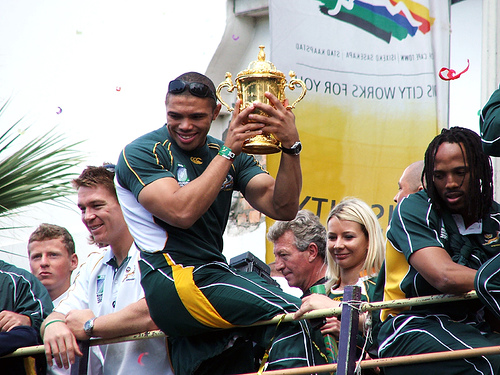
Habana paradant avec la coupe du monde.

- Champion du monde 2007 ;
- Vainqueur du Tri-nations 2009.

### Personnel
- Sacré Meilleur joueur du monde IRB en 2007 [26]
- record d'essai dans une coupe du monde (8 essais en 2007)
- Plus bel essai de l'année 2012[74]
- Introduit en 2023 au Temple de la renommée World Rugby[114]

## Statistiques en équipe nationale
Bryan Habana compte 124 sélections avec les Springboks, la première de celle-ci ayant lieu en novembre 2004, face à l'Angleterre. Il inscrit le premier de ses 67 essais sous le maillot de sa sélection lors de cette première sélection. Son total est ainsi de 335 points. Son 64e essai, réussit face aux États-Unis lors de la coupe du monde 2015 lui permet de rejoindre l'Australien David Campese au deuxième rang des meilleurs marqueurs de l'histoire, derrière le Japonais Daisuke Ohata détenteur du record avec 69. Son total constitue ainsi le record pour un international sud-africain, record dont il prive Joost van der Westhuizen en 2011.
En 2013, il dépasse le Néo-Zélandais Christian Cullen pour le record du nombre d'essais réussis dans le cadre du Tri-nations, ou de la compétition qui lui succède, The Rugby Championship. Son total au terme de l'édition 2015 est de 19 essais.
Son nombre de sélections le place, après la coupe du monde 2015, au deuxième rang des sélectionnés sud-africains, derrière Victor Matfield. Lors de cette compétition, il dépasse John Smit qui compte 111 capes. 
Parmi ses sélections, seules deux ne le voient pas entamer la rencontre, la première, en 2004 face aux Anglais, et lors du troisième match de poule, face aux Tonga, lors de la Coupe du monde 2007. Il dispute l'ensemble de ces rencontres au poste d'ailier, à l'exception d'une seule, un match contre l'Irlande à Lansdowne Road en novembre 2006 où il joue au poste de centre.

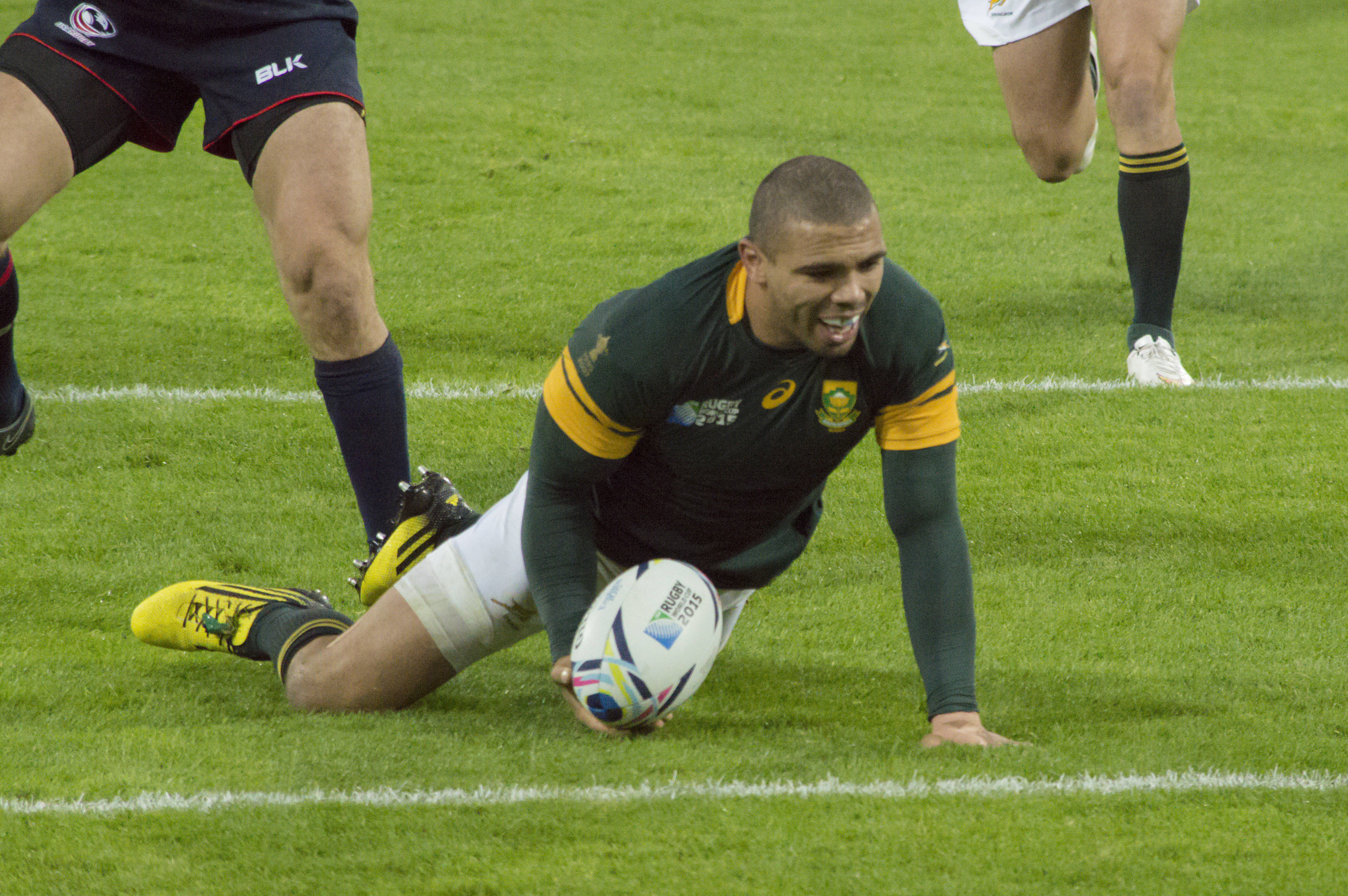
Habana, lors de la coupe du monde 2015, face aux États-Unis.

Bryan Habana participe à trois éditions de la coupe du monde. Il joue sept rencontres en 2007 où l'Afrique du Sud devient championne du monde, face aux Samoa, l'Angleterre, les Tonga, les États-Unis en phase de poule, puis les Fidji en quart de finale, l'Argentine en demi-finale, et l'Angleterre en finale. Il reussit huit essais pour un total de 40 points. Quatre ans plus, en 2011, il participe à quatre rencontres, face au pays de Galles, la Namibie, les Samoa en phase de poule et l'Australie en quart de finale. Il inscrit deux essais, soit dix points. En 2015, Habana participe aux quatre rencontres de poule de son équipe, face au Japon et face aux Samoa, l'Écosse, les États-Unis, puis au quart de finale face au pays de Galles, la demi-finale face à la Nouvelle-Zélande et la finale pour la troisième place, inscrivant cinq essais. Ses trois essais face aux Américains lui permettent de rejoindre Jonah Lomu à la première place du classement des marqueurs d'essai en coupe du monde avec quinze réalisations.